# Jérôme Aléandre le Jeune
Pour les articles homonymes, voir Jérôme Aléandre.
Jérôme Aléandre le Jeune ou Girolamo Aleandro (Motta di Livenza, le 29 juillet 1574 - Rome, le 9 mars 1629) est un humaniste et érudit italien.
Il est le petit-neveu de Jérôme Aléandre (1480-1542), nonce et cardinal, adversaire de la Réforme.

## Biographie
Aléandre le Jeune était un excellent helléniste et latiniste et avait une très bonne connaissance des textes anciens, aussi bien profanes que chrétiens. À l'âge de 19 ans, il publia des poèmes latins, les Psalmi pœnitentiales.
Il fit des études de droit à l'université de Padoue, dont sont sortis les commentaires qu'il fit aux fragments de Gaius (1600).
Il entra dans les ordres, ce qui lui permit de recevoir du pape Clément VIII un bénéfice ecclésiastique. En 1604, il devint secrétaire du cardinal Ottavio Bandini, important personnage de la cour papale qui devint plus tard doyen du Sacré Collège.
En 1625, il accompagna en France, en tant que secrétaire aux lettres latines, le cardinal neveu Francesco Barberini, envoyé comme légat a latere pour une mission de médiation entre la France et l'Espagne dans l'affaire de la Valteline. À cette occasion, il fréquenta l'entourage savant de Jacques-Auguste de Thou.
Érudit et fin lettré, il entretint une correspondance suivie avec de nombreux membres de la République des Lettres comme Jérôme Bignon, Peiresc, Pierre Dupuy.

## Œuvres
- Psalmi pœnitentiales versibus elegiacis expressi (paraphrase des psaumes pénitentiels en vers élégiaques, Trèves, 1593),
- Gaii, veteris juris consulti Institutionum fragmenta, cum commentario (commentaire des Fragments du jurisconsulte romain Gaius, Venise, 1600),
- Explicatio veteris tabulæ marmoricæ solis effigie symbolisque exculptæ (Rome, 1616).

## Sources
- C. Rizza, Peiresc e l'Italia, Turin, 1965.
- Correspondance de Peiresc et Aleandro, éditée et commentée par Jean-François Lhote et Danielle Joyal, t. I (1616-1618), Clermont-Ferrand, Adosa, 1995. (SUDOC 011824514)